# Listă de plante din munții României

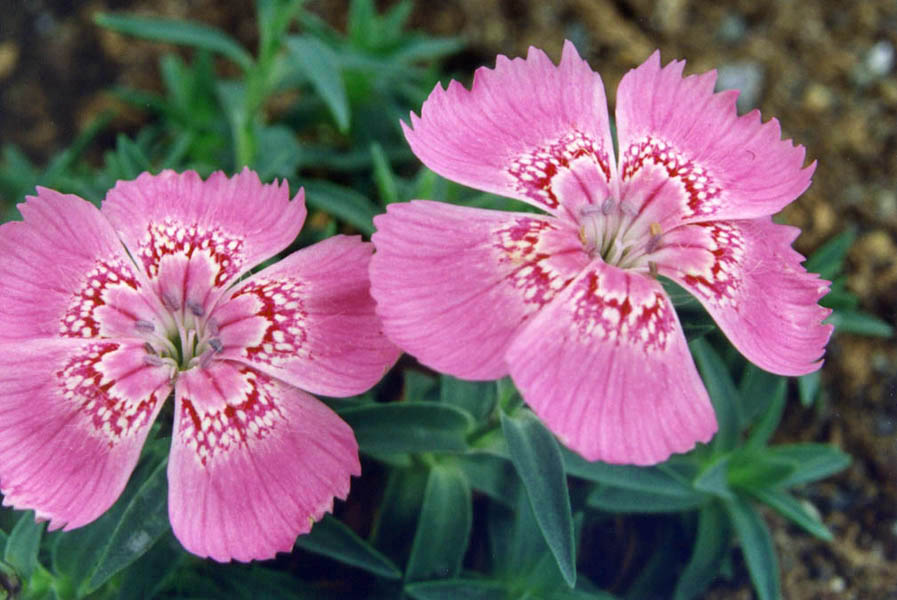
Garofița Pietrei Craiului (Dianthus callizonus)

În zona alpină a Carpaților cresc numeroase plante cu flori foarte atrăgătoare ca aspect și colorit. Aceste plante înfloresc pe coaste, stânci, stârnind admirația turiștilor care vizitează munții României. În continuare este prezentată o listă de plante din munții României în ordine alfabetică:

## Listă de flori din munții Carpați

### Plante de primăvară

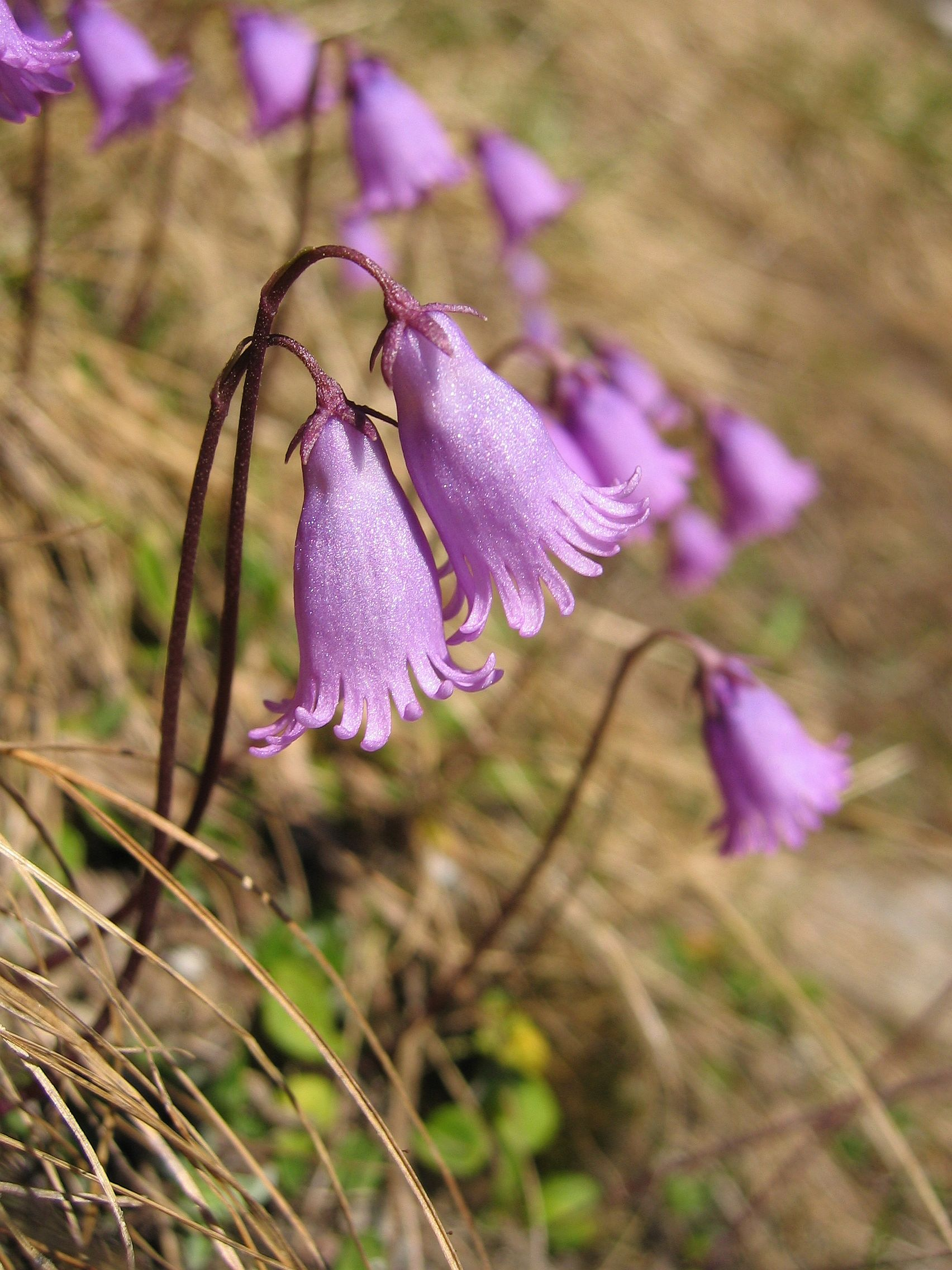
Degetăruț pitic

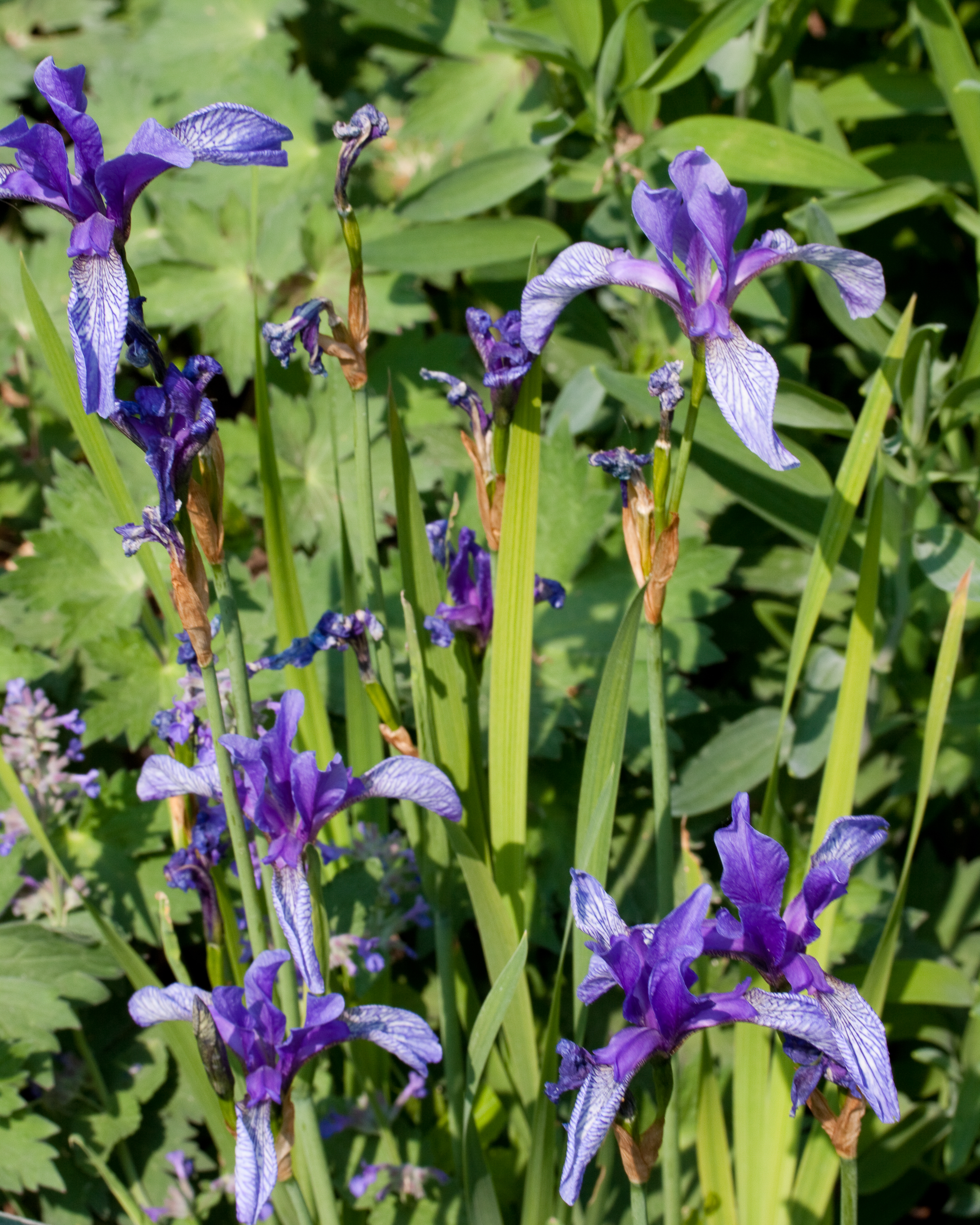
Stânjenel mic de munte

- Anghelină (Primula longiflora)
- Brândușa de munte[1] (Crocus heuffelianus)
- Ciuboțica cucului de munte (Primula elatior)
- Degetăruț pitic (Soldanella pusilla)
- Degetăruț (Soldanella montana și Soldanella alpina)
- Ochiul găinii (Primula minima)
- Ghințură de primăvară (Gentiana verna)
- Piciorul cocoșului de munte (Ranunculus montanus)
- Rușcuța de primăvară (Adonis vernalis)[2]
- Sisinei de munte (Dediței) (Pulsatilla alba)
- Stânjenel mic de munte (Iris ruthenica)

### Plante de pajiști

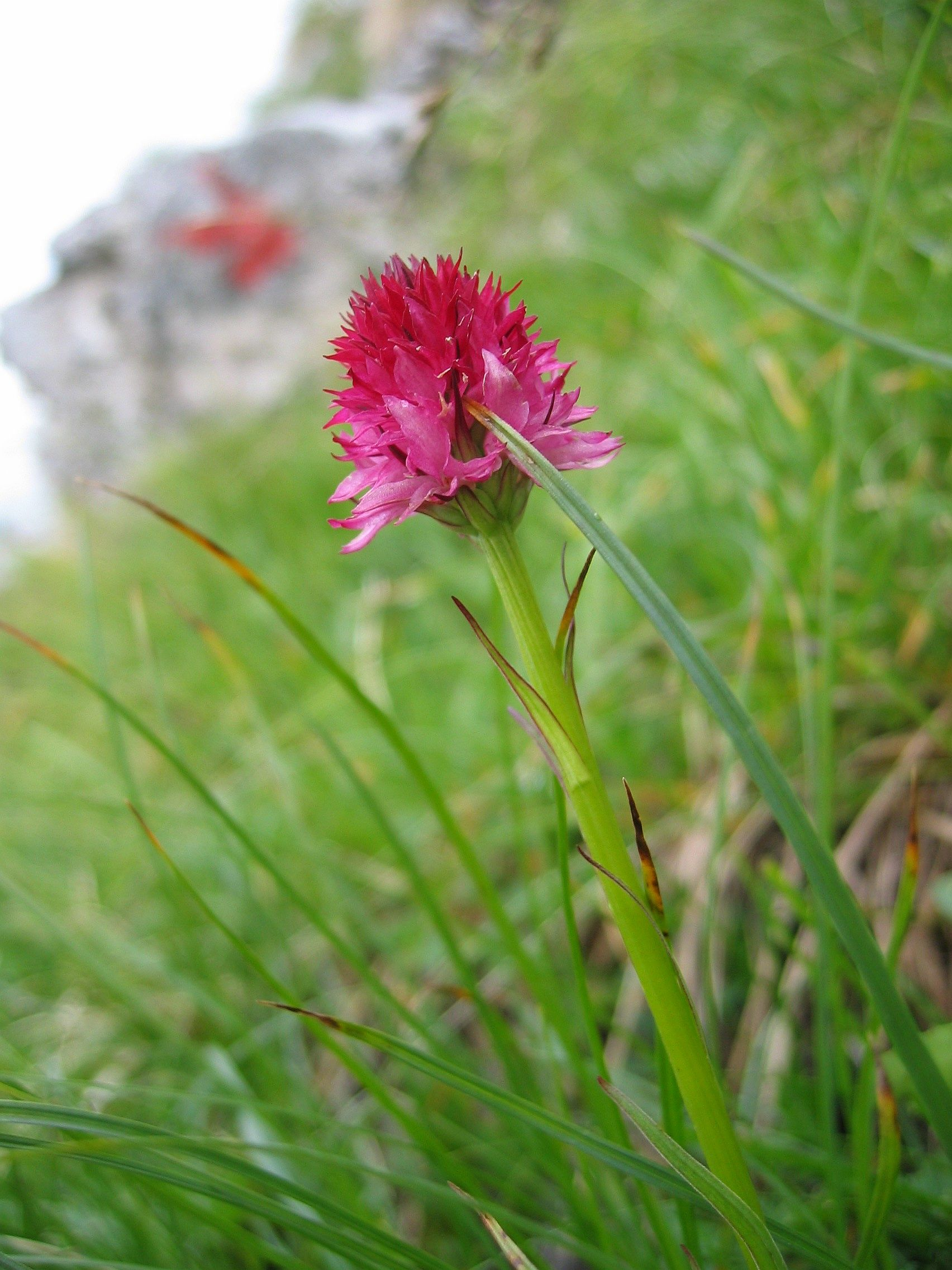
Sângele voinicului

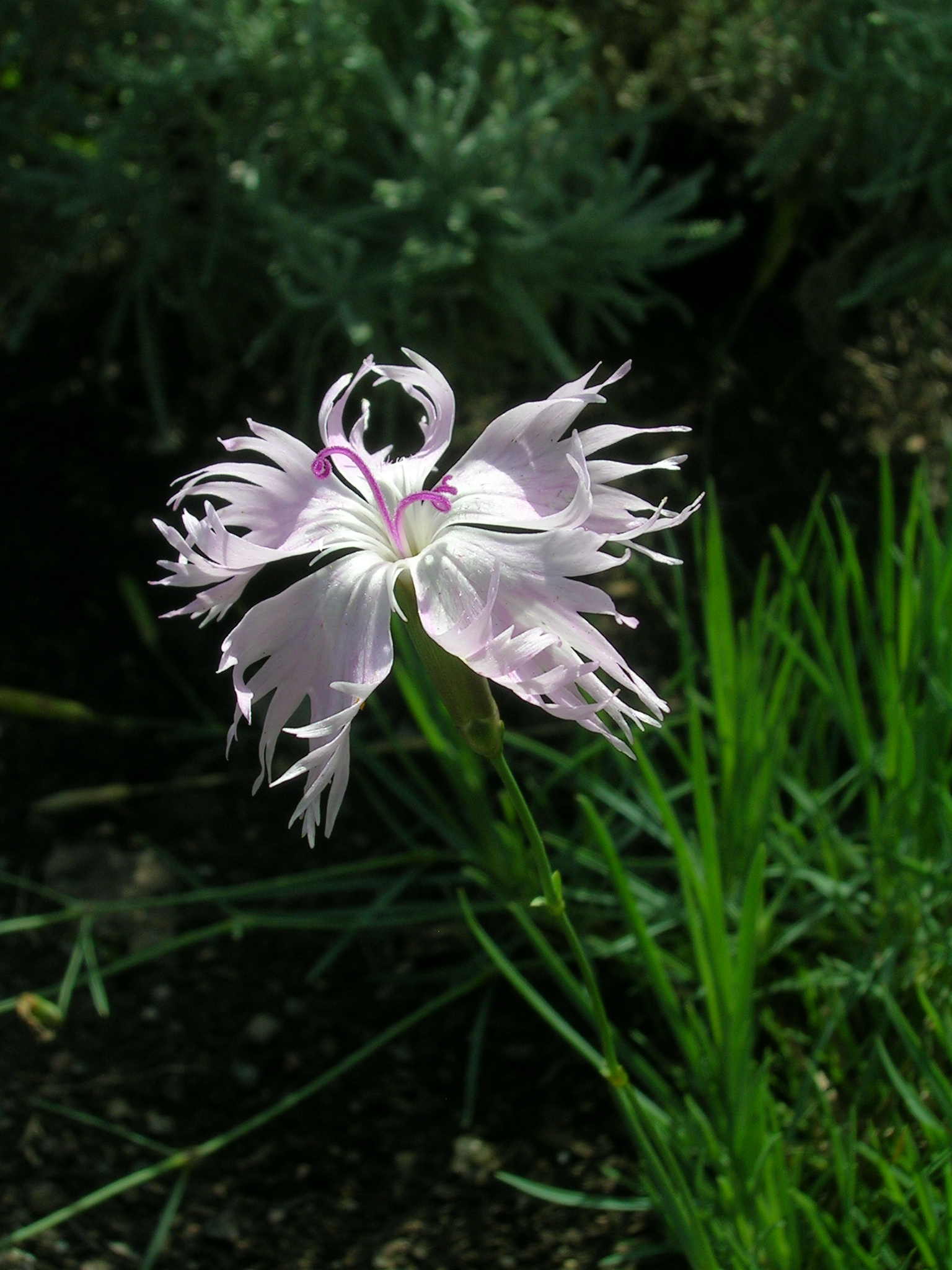
Garofiță albă de stânci sau Barba ungurului

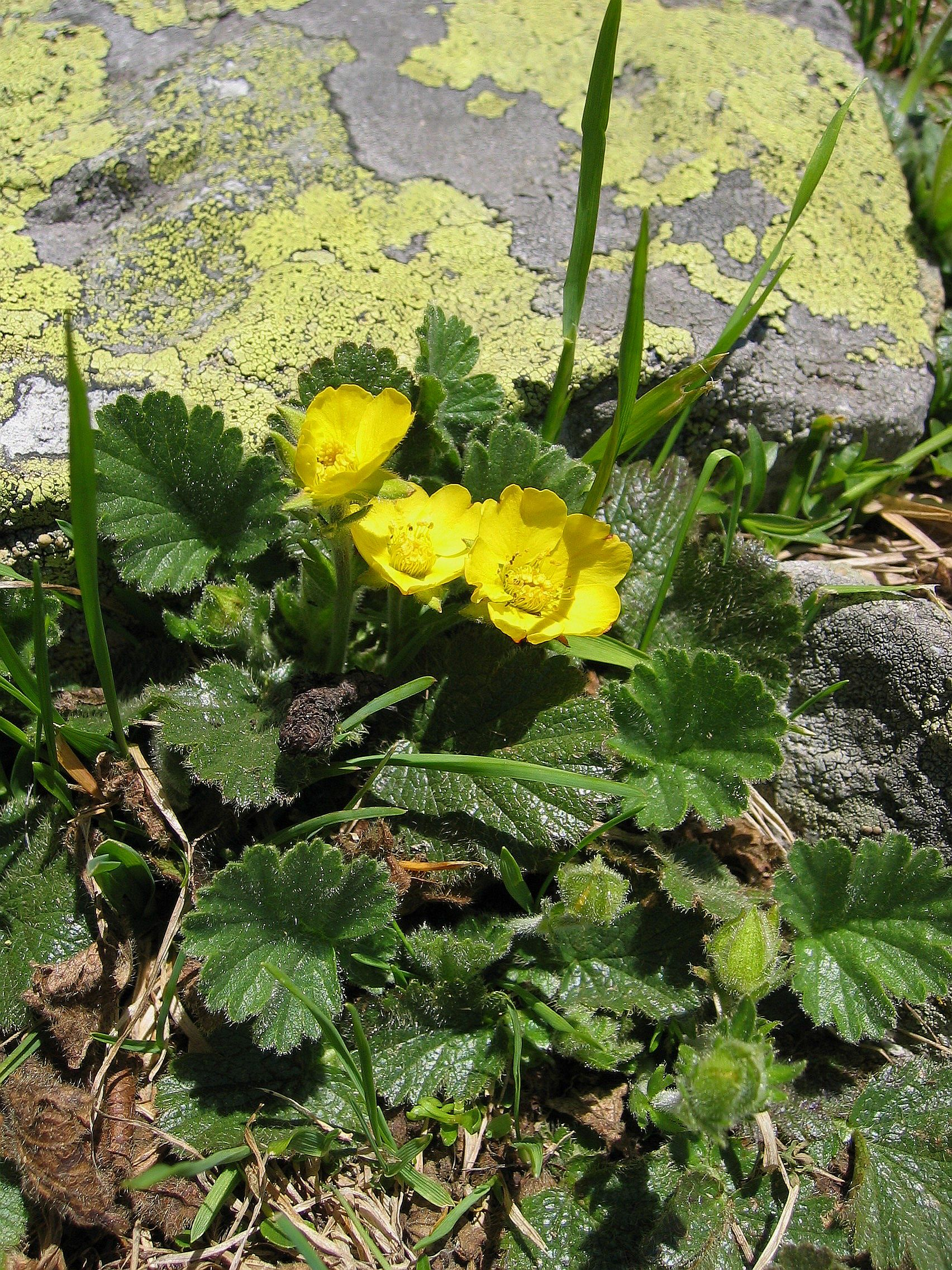
Mărțișor (Geum montanum)

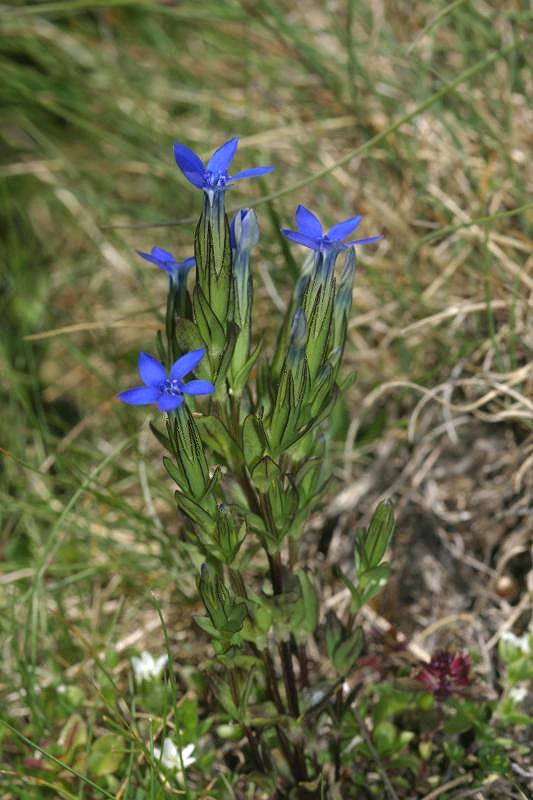
Ochincele (Gentiana nivalis)

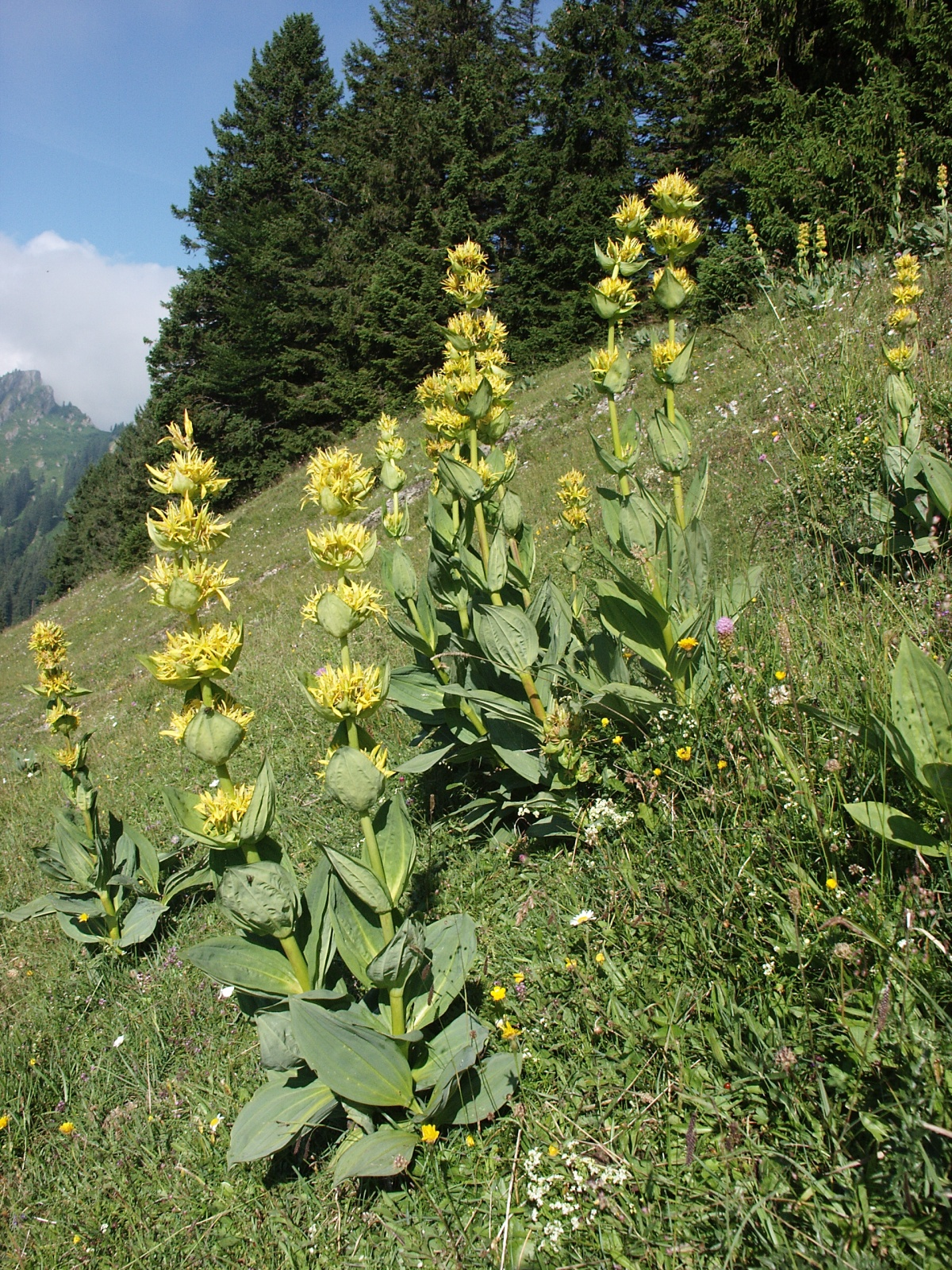
Ghințură galbenă (Gentiana lutea)

- Anghinarea oilor (Hypochaeris uniflora)
- Albăstreaua de munte (Centaurea pinnatifida)
- Argințică (Dryas octopetala)
- Armeria (Armeria alpina)

- Bănică (Phyteuma orbiculare)
- Bulbuc de munte (Trollius europaeus)
- Bunghișor (Erigeron nanus)

- Capul călugărului (Leontodon pseudotaraxaci)
- Cerențel de munte (Geum reptans)
- Cruciuliță lânoasă (Senecio capitatus)
- Cruciuliță de munte (Senecio carpaticus)
- Clopoțel (Campanula napuligera)
- Clopoțel de munte (Campanula alpina)
- Clopoțel pitic de stâncă (Campanula cochlearifolia)
- Coacăză (Bruckenthalia spiculifolia)
- Cornuț de munte (Cerastium arvense)
- Ciuboțica ursului (Cortusa matthioli)
- Ciucușoară de munte (Alyssum repens)
- Ciurul zânelor (Carlina acaulis)
- Cimbru mare de munte (Calamintha baumgarteni)
- Crinișor de stâncă (Lloydia serotina)
- Cupă (Gentiana kochiana)

- Dulcișor (Hedysarum obscurum)

- Flămânzică de colți (Draba compacta)
- Floare-de-colț (Albumiță) (Leontopodium alpinum)

- Garofiță albă de stânci (Dianthus spiculifolius)
- Garofița Pietrei Craiului (Dianthus callizonus)
- Garofiță pitică (Dianthus gelidus)
- Garofiță de munte (Dianthus tenuifolius)
- Gălbinel de munte (Doronicum carpaticum)
- Ghințură galbenă (Gentiana lutea)
- Ghințură de colți (Gentiana orbicularis)
- Ghințurică (Gentiana frigida)

- Iarba surzilor; Saxifragă albă (Saxifraga aizoon)
- Iarba osului (Helianthemum nummularium)
- Iarbă de șoaldină (Sedum atratum)
- In de munte (Linum extraaxillare)
- Ipcărigă de stâncă (Gypsophila petraea)
- Iarbă roșioară (Silene acaulis)

- Laptele stâncii (Androsace lactea)
- Lăptișor (Androsace villosa)
- Lâna caprelor (Cerastium lanatum, Cerastium tomentosum)
- Limba cucului (Gentiana bulgarica)
- Linariță de munte (Linaria alpina)
- Luceafăr (Scorzonera rosea)
- Luntricică galbenă (Oxytropis campestris)
- Luntricică mătăsoasă (Oxytrnpis sericea)

- Mierluță (Minuaftia recurva)
- Mierluță pitică (Minuartia sedoides)
- Mac galben de munte (Papaver pyrenaicum)
- Mărțișor (Geum montanum)
- Mirodea (Hesperis alpina)
- Mușcatu dracului (Knautia longijolia)

- Ochelariță (Biscutella laevigata)
- Ochiul boului de munte (Aster alpinus)
- Ochincel (Gentiana nivalis)
- Ochincel de Carintia (Pleurogyne carinthiaca)
- Ochiul șarpelui (Eritrichium nanum)
- Ochii șoricelului (Saxifraga aizoides)
- Omag galben (Aconitum anthora)

- Pelin alb de munte (Artemisia baumgarteni)

- Romaniță de munte (Anthemis carpatica)
- Rușulița (Hieradum aurantiacum)

- Saxifragă albă: Vezi Iarba surzilor.
- Saxifragă de Bucegi (Saxifraga demissa)
- Saxifragă roșie (Saxifraga opposiiifolia)
- Saxifragă mirositoare (Saxifraga moschata)
- Saxifragă galbenă (Saxifraga luteouiridis)
- Sângele voinicului (Nigritella rubra)
- Sclipeți de munte (Potentilla iernata)
- Sparcetă de munte (Onobrychis transsilvanica)
- Smârdar (Rhododendron kotschyi)

- Toporaș de stâncă (Viola alpina)
- Toporaș galben de munte (Viola biflora)

- Vârtejul pământului (Pedicularis verticillata)
- Vulturică de stânci (Hieracium oillosum)

- Zmeoaie de munte (Libanotis humilis)